# Matteo Capranica
Matteo Capranica (26. srpna 1708, Amatrice – po roce 1776, Neapol) byl italský varhaník a hudební skladatel.

## Život
Údaje o jeho životě jsou nejisté a často rozporné. Jako místo narození se zpravidla uvádí Amatrice, asi 50 km severovýchodně od Rieti, ale někteří životopisci zmiňují i Řím nebo Neapol. Jisté je, že po většinu svého života působil v Neapoli. Studoval na neapolské konzervatoři Conservatorio di Sant'Onofrio a Porta Capuana. Jeho učiteli byli Nicola Porpora, Ignazio Prota a Francesco Feo. Po dokončení studia působil jako kapelník v několika neapolských chrámech a věnoval se komponování jak světské tak církevní hudby. Mnoho let byl varhaníkem neapolské katedrály (Cattedrale metropolitana di Santa Maria Assunta).
Jeho první opera, Il Carlo, měla premiéru v Teatro Nuovo v Neapoli v roce 1736. Do roku 1753 zkomponoval ještě osm oper. Další dvě opery jsou mu připisovány, ale autorství nebo skladatelský podíl, nejsou zcela jisté. Často se také uvádí, že dokončil nedokončenou operu La finta frascatana Leonarda Lea. Kromě oper komponoval chrámové skladby, oratoria, skladby pro cembalo a jednotlivé koncertní árie.

## Dílo

### Opery
- Il Carlo (opera buffa, libreto Antonio Palomba, 1736, Neapol)
- L'amante impazzito (opera buffa, libreto Pietro Trinchera, 1738, Neapol)
- L'Eugenia (opera buffa, libreto Antonio Palomba, 1745, Neapol)
- Alcibiade (opera seria, libreto Gaetano Roccaforte, 1746, Řím)
- L'Emilia (opera buffa, libreto Pietro Trinchera, basato sul libretto Lo castiello sacchejato di Francesco Oliva, 1747, Neapol)
- L'Aurelio (opera buffa, libreto Pietro Trinchera, 1748, Neapol)
- Merope (opera seria, libreto Apostolo Zeno, 1751, Roma)
- La schiava amante (commedia per musica, libreto Antonio Palomba, 1753, Neapol)
- L'Olindo (opera buffa, libreto Antonio Palomba, spolupráce Nicola Conti, 1753, Neapol)

Nejisté autorství
- Aristodemo (Řím, Teatro Argentina, 1746)
- Alidoro (libreto P. Trinchera, Neapol, Teatro Nuovo, karneval 1748)
- La finta frascatana(dokončení opery Leonarda Lea, 1750)

### Další skladby
- San Gaetano (oratorium, 1739, Macerata)
- Debbora (oratorium, 1742, Cesena)
- Cantata di Calendimaggio (kantáta, 1748, Malta)
- Dixit Dominus
- Salve regina
- Sonata in sol maggiore per 2 violini
- Sonata in do maggiore per violino
- 6 toccate per clavicembalo
- Různé árie a dueta